# 折り鶴放火事件
折り鶴放火事件（おりづるほうかじけん）は、大阪府東大阪市に住む関西学院大学の男子学生が2003年（平成15年）8月1日、広島県広島市中区の広島平和記念公園内にある「原爆の子の像」に捧げられていた約14万羽の折り鶴に放火した事件。

## 概要
2003年（平成15年）8月1日、「原爆の子の像」周辺に保管されていた折り鶴が燃えているのを通行人が発見、通報。広島県警察広島中央警察署の捜査により、防犯カメラに映っていた関西学院大学の4年生男子が器物損壊容疑で逮捕され、一緒にいた友人2人も口頭で厳重注意を受けた。大学側は会見で陳謝した。
犯人の男子学生は同日早朝から友人と広島市周辺を旅行中であった。大学で留年し、就職できずむしゃくしゃしていたことが事件の動機であったという。
2003年（平成15年）8月2日、関西学院大学学長が広島市を訪れ、原爆の子の像前で秋葉忠利市長らに謝罪した。
2003年（平成15年）8月6日、事件を知った同大学の在校生や卒業生、教職員によって折られた折り鶴91,000羽を大学関係者が持参し、謝罪した。
その後、男子学生は釈放され、広島簡裁から罰金30万円の略式命令、その他に現場施設の復旧費350万円を請求されるが、深く反省しているとして退学を免れた。
なお、折り鶴が焼失した他に折り鶴台も焼損したため、復旧工事を9月16日から開始した。強化ガラス13枚を取り換えたほか、焦げた支柱を塗装し直した。修理費用の約340万円は、放火した関西学院大生の母親が負担した。
2003年（平成15年）9月22日朝、折り鶴台の復旧工事が完了し、広島平和記念公園を訪れた人が今まで通り折り鶴を供えられるように開放した
。